# Sunde (Stavanger)
Pour les articles homonymes, voir Sunde.
 (mai 2023).
Si vous disposez d'ouvrages ou d'articles de référence ou si vous connaissez des sites web de qualité traitant du thème abordé ici, merci de compléter l'article en donnant les références utiles à sa vérifiabilité et en les liant à la section « Notes et références ».
Sunde est un quartier de l'arrondissement de Madla dans la commune de Stavanger, Norvège. Sunde se situe au nord du Hafrsfjord.
La superficie du quartier est de 5,74 km² ; il comptait 4 104 habitants en 2005.
Il y a plusieurs sites historiques à Sunde. On compte entre autres une forteresse en pierre à Risnes (une pointe du lac Hålandsvatnet), avec une muraille de 140 mètres. 